# Stobra
Stobra ist ein Ortsteil der Stadt und Landgemeinde Bad Sulza im Landkreis Weimarer Land in Thüringen.

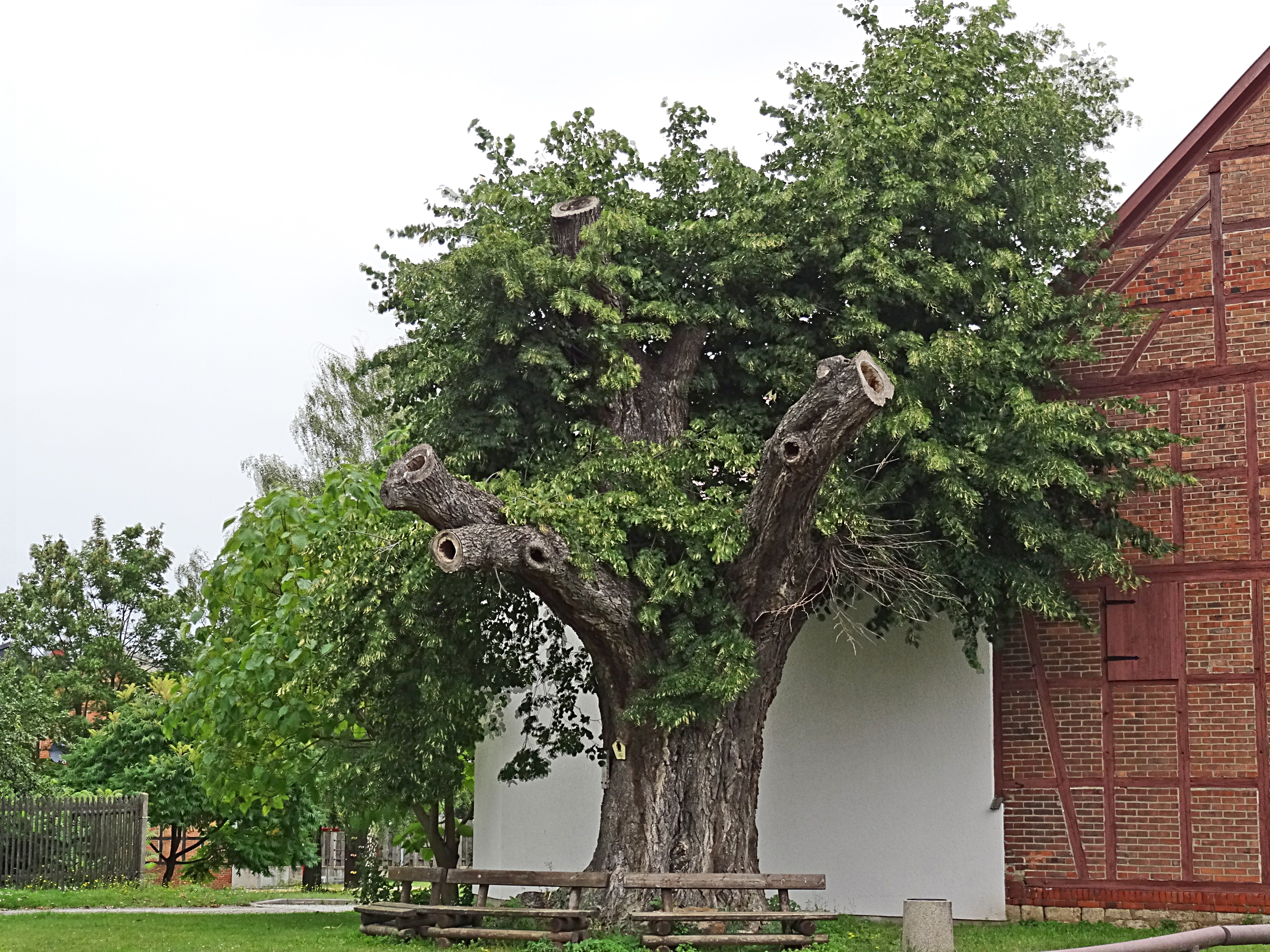
Dorflinde Stobra

## Lage
Stobra liegt auf der Hochfläche zwischen Saale und Ilm und ist von fruchtbaren Lössböden des oberen Muschelkalks umgeben. Verschiedene Kreisstraßen verbinden Stobra mit den benachbarten Ortsteilen Hermstedt und Kösnitz sowie mit der 4 Kilometer nordwestlich gelegenen Stadt Apolda.

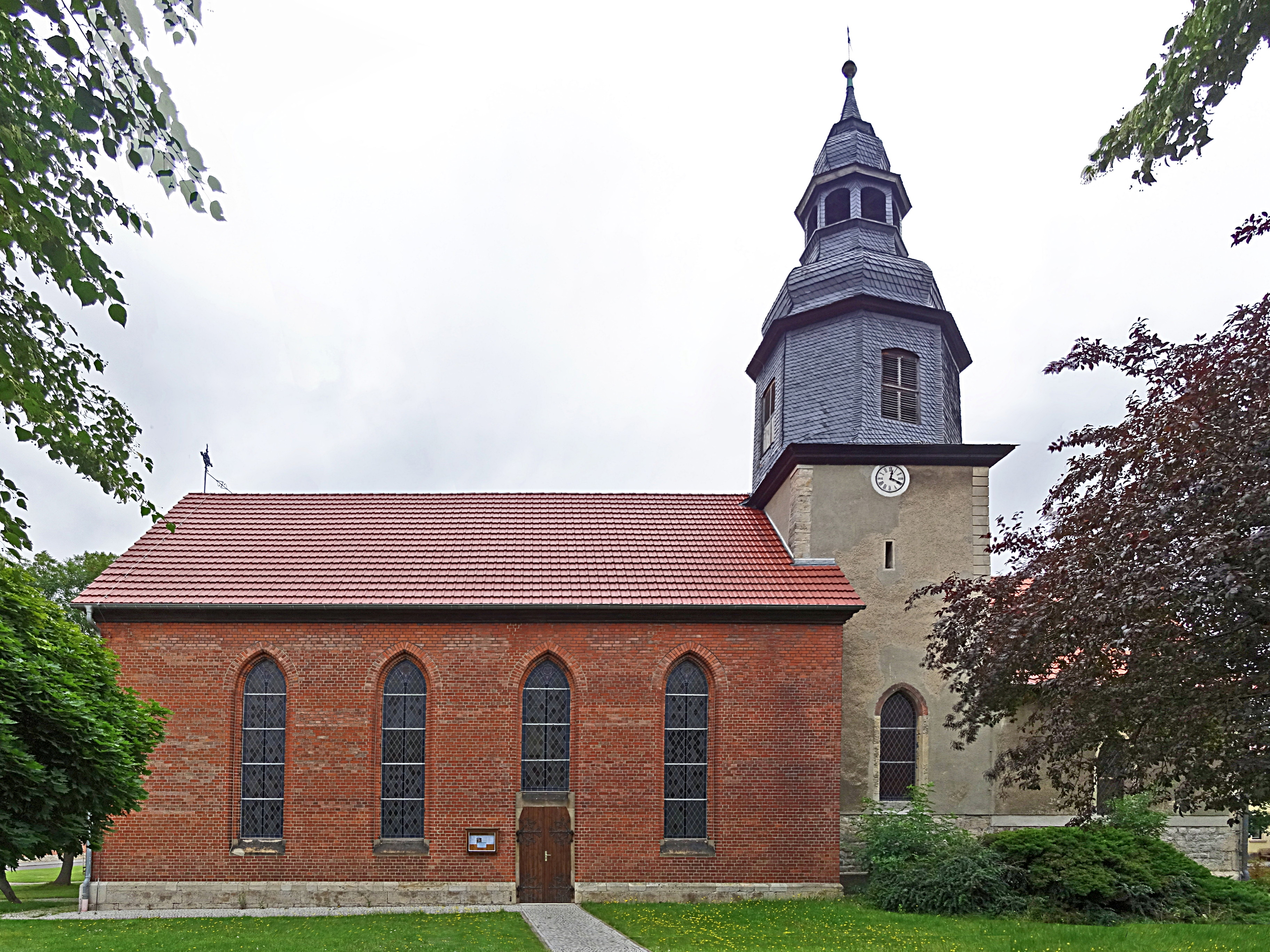
Kirche in Stobra

Die Buslinie 292 der PVG Weimarer Land verbindet den Ort mit Jena bzw. Apolda.

## Geschichte
Aufgrund ihrer günstigen Boden- und Wasserverhältnisse war die Hochfläche zwischen Saale und Ilm seit der Jungsteinzeit nahezu kontinuierlich besiedelt. Von Stobra sind zwei Rinderbestattungen bekannt, die der Kugelamphoren- und der Schnurkeramischen Kultur (3100–2200 v. Chr.) zuzuordnen sind. In einem Grabhügel wurden fünf Rinder je zwei mit den Beinen zusammen gelegt. Das fünfte Rind lag zwischen den Paaren. Weiterhin wurden Einzelgräber der Hallstatt- bis Latènezeit (650–320 v. Chr.) entdeckt.
Die heutige Dorfanlage ist auf eine slawische Ansiedlung des 9. bis 10. Jahrhunderts n. Chr. zurückzuführen. Entsprechende Grabanlagen konnten nachgewiesen werden. Bis heute hat sich die Siedlungsform des Rundlings erhalten. Die Existenz einer weiteren slawischen Siedlung Nebnitz innerhalb der Ortsflur ist umstritten.
Stobras Ersterwähnung stammt aus dem Jahr 1181. Der Ortsname leitet sich vom slawischen *stobor „Säule“ ab. Als ursprüngliches Lehen des Erzbistums Mainz gelangte das Dorf im 12. Jahrhundert unter die Herrschaft der Burggrafen von Kirchberg. 1350 verkauften sie Stobra an die Stadt Erfurt, sodass es Amtsdorf des Amtes Kapellendorf wurde. Bis zum Dreißigjährigen Krieg betrieben einige Einwohner Weinbau im Nerkewitzer Grund.
1774 fiel der gesamte Ort außer der Kirche einem Brand zum Opfer. Ab 1815 war der Ort Teil des Großherzogtums Sachsen-Weimar-Eisenach, welches ihn in der Folgezeit dem Amt Dornburg und 1850 dem Verwaltungsbezirk Weimar II (Verwaltungsbezirk Apolda) angliederte. Die Ablösung der Feudallasten vollzog sich von 1821 bis 1864. Bereits zur Mitte des 19. Jahrhunderts wurde die Dorfflur separiert.
In beiden Weltkriegen fielen insgesamt 27 Männer des Dorfes. Am 12. April 1945 wurde der Ort von US-Truppen besetzt, die Anfang Juli durch die Rote Armee abgelöst wurden. So wurde Stobra Teil der SBZ und ab 1949 der DDR.
Bis 1959 wurden die bäuerlichen Einzelbetriebe zur LPG zusammengeschlossen. Nach der Wende wurden neue Formen der Landbewirtschaftung gefunden.

## Kultur und Sehenswertes
Stobra ist ein denkmalgeschütztes Rundlingsdorf, sodass sich bis heute der zentrale Dorfplatz mit Kirche und Teich sowie die strahlenförmig davon abgehenden Hofgrundstücke erkennen lassen. Auch ein kreisförmiger Rundweg entlang der Außengrenze des Dorfes verdeutlicht die alte Siedlungsweise.
Die Kirche von Stobra ist in ihren Ursprüngen ein romanischer Bau. 1868 erfolgte ein grundlegender Neubau des Kirchenschiffs.